# Карабашка
Караба́шка (рос. Карабашка) — присілок у складі Тавдинського міського округу Свердловської області.
Населення — 705 осіб (2010, 1037 у 2002).
Національний склад населення станом на 2002 рік: росіяни — 88 %.
До 2017 року присілок мав статус селища.